# Crossogaster lachaisei
Crossogaster lachaisei är en stekelart som beskrevs av Van Noort 1994. Crossogaster lachaisei ingår i släktet Crossogaster och familjen fikonsteklar.
Artens utbredningsområde är Elfenbenskusten. Inga underarter finns listade i Catalogue of Life.